# I THINK U
《I Think U》是韓國演唱團體Super Junior的首張日語迷你專輯，於2020年1月29日發行，距離上張日語專輯《Hero》有6年6個月之久。

## 概要
《I Think U》主打歌為 Super Junior 去年發表的韓語正規九輯中的 “I Think I” 日語版，此外還收錄了 “Fly to the Moon”、“Spotlight”，以及利特參與作曲並由利特、藝聲、神童和銀赫演唱的 “BLUE”，和東海參與作曲的「愛情教我的事」等五首風格殊異的歌曲。
Super Junior於1月29日在日本推出的迷你專輯《I Think U》，以熱銷38,507張的成績，於日本公信榜（ORICON）最新的（1月28日）單日專輯榜中摘得冠軍。
《I THINK U》是Super Junior繼2013年7月發行首張日文正規專輯《HERO》之後，時隔約6年半在日本發行專輯。1月28日才剛在韓國發行第九張正規專輯改版專輯《TIMELESS》的Super Junior，除了韓文作《TIMELESS》在26個地區的iTunes Top專輯榜獲得冠軍，29日發行的日文專輯《I THINK U》也獲得好成績，顯示了他們在海內外的人氣。

## 曲目
1. Fly to the Moon
2. I Think I - Japanese Version
3. Spotlight
4. Blue
5. 愛が教えてくれたこと